# Allium rosenorum
Allium rosenorum är en amaryllisväxtart som beskrevs av Reinhard M. Fritsch. Allium rosenorum ingår i släktet lökar, och familjen amaryllisväxter. Inga underarter finns listade i Catalogue of Life.